# Elizabeth Whitmere
Elizabeth Whitmere est une actrice et scénariste canadienne née le 8 mai 1981 à Timmins, Ontario (Canada).

## Filmographie

### Actrice
- 2002 : Franchement bizarre ("Seriously Weird") (série TV) : Miss White
- 2002 : Abandon : Mme Burke
- 2003 : Au-delà des frontières (Beyond Borders) : Beatrice
- 2004 : My First Wedding : Janice
- 2004 : Nous étions libres (Head in the Clouds) : W.R.A.C.
- 2005 : A Previous Engagement : Jill Reynolds
- 2005 : The World of Trouble (TV) : Carly
- 2006 : Love Bites (série TV) : Hand Model
- 2007 : Supernatural (série TV) : 'Tara Benchley
- 2008 : The Last Hit Man : Racquel Tremayne
- 2008 : Seule face à sa peur (The Watch) (TV) : Andrea
- 2014 : Clown de Jon Watts : Denise
- 2018 : Un Noël sous les projecteurs (Entertaining Christmas) (TV) : Jane Ryan